# Somatische waan
Een somatische waan is een vorm van waanstoornis. Bij deze aandoening heeft iemand opvattingen over zijn lichaam of lichaamsfuncties die niet overeenkomen met de realiteit.
Vormen van deze waan zijn het denkbeeld dat men een vieze geur verspreidt via de huid, de mond, het rectum of de vagina of dat het lichaam is besmet met parasieten. De persoon kan er ook van overtuigd zijn dat bepaalde lichaamsdelen lelijk of misvormd zijn of dat ze niet naar behoren functioneren (bijvoorbeeld de darmen).
Vaak is het niet eenvoudig vast te stellen of er sprake is van een waan of dat de persoon lijdt aan een vorm van dysmorfofobie. In het eerste geval is de persoon er vast van overtuigd dat er iets verkeerd is met het lichaam en valt ook niet te overtuigen van het tegendeel, in het tweede geval realiseert de persoon zich dat zijn vermoedens ongegrond zijn, maar behoudt toch angst voor lichamelijke problemen.